# Svendborg Rabbits
Die Svendborg Rabbits sind eine Basketballmannschaft aus der dänischen Stadt Svendborg. Die Heimhalle ist die Svendborg Idrætshal.

## Geschichte

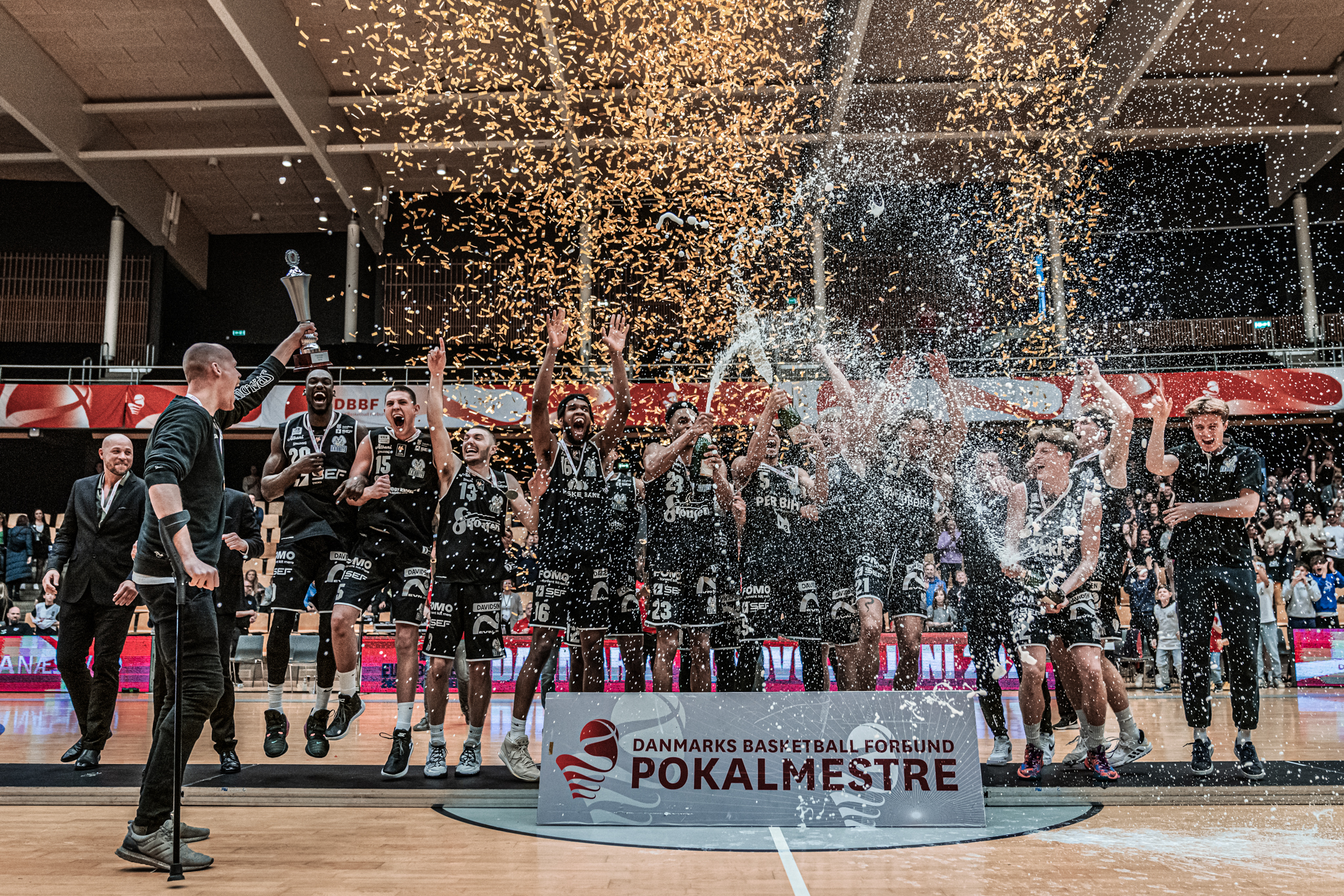
Die Svendborg Rabbits nach dem Gewinn des dänischen Pokalwettbewerbs 2022

Die Basketballanfänge in der Stadt Svendborg gehen auf das Jahr 1951 zurück, ab da wurde die Sportart in dem Verein Svendborg Idrætsforening betrieben. 1958 wurde der Svendborg Basketball Club (SBBC) gegründet. 1999 stieg SBBC in die zweite und 2000 in die erste dänische Liga auf.
2006 wurde die Profimannschaft aus dem Verein ausgegliedert und in Svendborg Rabbits umbenannt. In der Saison 2008/09 war Svendborg erstmals in einem europäischen Vereinspokal vertreten und nahm am Wettbewerb Eurochallenge teil. Zwischen 2007 und 2013 bestimmte das Duell zwischen den Bakken Bears und Svendborg den dänischen Herren-Basketball. In diesen Jahren standen sich beide Mannschaften sieben Mal in Folge im Finale um die dänische Meisterschaft gegenüber, sechs Mal wurde Svendborg dabei Vizemeister sowie 2010 Meister. Überragender Spieler des Meisterjahres war der US-Amerikaner Johnell Smith. 2008, 2012, 2014 gewann Svendborg den dänischen Pokalwettbewerb (2012 und 2014 im Endspiel gegen Bakken), 2010 und 2011 unterlag Svendborg Bakken im Pokalfinale. Eine der prägendsten Figuren dieser Erfolgsjahre war der Kanadier Craig Pedersen, der von 2003 (bis 2006 als Spielertrainer) bis November 2015 Trainer der Mannschaft war.
2022 holte die Mannschaft nach achtjähriger Wartezeit wieder einen Titel und wurde unter der Leitung des US-amerikanischen Trainers Jimmy Moore dänischer Pokalsieger. Svendborgs Mads Andersen wurde in der dänischen Liga zum besten Trainer der Saison 2024/25 gewählt.

## Erfolge
- Dänischer Meister:[7] 2010
- Dänischer Vizemeister: 2007, 2008, 2009, 2011, 2012, 2013
- Dänischer Pokalsieger:[8] 2008, 2012, 2014, 2022

## Trainer
| Amtszeit     | Name             |
| ------------ | ---------------- |
| 2001–2003    | Mads Christensen |
| 2003–11/2015 | Craig Pedersen   |
| 11/2015–2017 | Arnar Guðjónsson |
| 2017–2018    | Luca Ciaboco     |
| 2018–2020    | Lukas Varga      |
| 2020–2022    | Jimmy Moore      |
| 2022–01/2023 | John Lattimore   |
| 01/2023–     | Mads Andersen    |

## Bedeutsame ehemalige Spieler
- Johnell Smith
- Ivan Höger
- Nicolai Iversen
- Martin Mariegaard
- Niels Degn-Andersen
- Terrell Harris
- Chanan Colman
- Adama Darboe
- Harding Nana
- Mikkel Plannthin
- Joshua Buettner
- Joshua Metzger